# Leči Sadulaev
Leči Bajmarzaevič Sadulaev (in russo Лечи Баймарзаевич Садулаев?; 8 gennaio 2000) è un calciatore russo, centrocampista dell'Achmat Groznyj.

## Caratteristiche tecniche
È un mediano.

## Carriera

### Club
Cresciuto nel settore giovanile dell'Achmat Groznyj, ha esordito in prima squadra il 10 dicembre 2018 disputando l'incontro di Prem'er-Liga vinto 2-0 contro l'Arsenal Tula.

### Nazionale
Ha giocato nella nazionale russa Under-20.
Il 15 novembre 2024 realizza la sua prima rete con la Russia nella partita amichevole vinta per 11-0 contro il Brunei.